# Microterys cuprinus
Microterys cuprinus är en stekelart som först beskrevs av Nikol'skaya 1952.  Microterys cuprinus ingår i släktet Microterys och familjen sköldlussteklar. Inga underarter finns listade i Catalogue of Life.